# ムトレレ

Mū tōrere gameboard and starting setup

ムトレレ（Mu Torere）は、ニュージーランドの先住民族、マオリ族の伝統的な2人用ボードゲームである。
単純な構造ながらも戦略性に富み、現在でも教育活動の一環として用いられることがある。 

## 概説
ムトレレは、中央に1つの交点（pūtahi）、その周囲に8つの外周点（kewai）を放射状に配置したボードで行われる。プレイヤーは4つずつのコマを用い、相手の動きを封じることを目的として交互にコマを動かす。

## ルール
ムトレレは、中央に1つの交点（プタヒ）、その周囲に8つの外周点（ケワイ）を放射状に配置したボードで行われる。各プレイヤーは4つずつのコマを用い、相手の動きを封じることを目的として交互にコマを動かす。 初期配置では、8つのケワイにそれぞれ交互にプレイヤーのコマを置き、中央のプータヒは空の状態で始まる。
1. プレイヤーはターンごとに、自分のコマを1つ選んで、空いているマスに動かす。
2. コマは、隣接しているケワイ（外周のマス）にだけ移動できる。プータヒ（中央のマス）に動かせるのは、そのコマが空いている時のみ
3. 相手のすべてのコマが動けないようにブロックできたら、そのプレイヤーの勝ちになる。[要出典]

ムトレレには到達可能な局面が1180ある。極めてシンプルな構造の中に、先読みや封鎖戦術といった高度な思考を要する要素を含んでおり、動きに制限があることで、終盤における詰みの構築が重要となる。